# Вуглецево-азотний цикл

Схематичне зображення циклу Бете-Вейцзекера

Енерговиділення ε в протон-протонному ланцюжку (PP), вуглецево-азотному циклі (CNO) та потрійній α-реакції при різних температурах T. Пунктир — сума PP і CNO. Сонце відмічено жовтим (15,5 млн. К).

Вуглеце́во-азо́тний цикл — ланцюжок термоядерних реакцій за участі ядер вуглецю, азоту, кисню та фтору, унаслідок яких водень перетворюється на гелій та виділяється енергія. Розгалужений процес складається з чотирьох основних гілок, які переплетені між собою. У виділенні енергії головну роль відіграє найвідоміша перша гілка, інші гілки важливі для пояснення зоряного нуклеосинтезу. 
У циклі беруть участь усі стабільні ізотопи C, N, O, F та декілька нестабільних ізотопів цих елементів. Тому в сучасній астрономічній літературі його часто називають CNO-циклом (ізотопи фтору мають дуже низьку концентрацію і їх внесок дуже незначний).

## Основні гілки процесу
За типових умов, які зустрічаються в зорях, каталітичне спалювання водню циклами CNO обмежене захопленням протонів. Зокрема, час бета-розпаду утворених радіоактивних ядер є швидшим, ніж час синтезу. Через довгі часові масштаби холодні цикли CNO перетворюють водень на гелій повільно, дозволяючи їм живити зорі в стані спокою протягом багатьох років.

### CNO-I
Перша гілка складається з таких реакцій:
- 12C + 1H → 13N + γ + 1,95 МеВ  (360 років[Прим. 1])
- 13N → 13C + e+ + νe + 1,20 МеВ  (7 хвилин)
- 13C + 1H → 14N + γ + 7,54 МеВ (100 років[Прим. 1])
- 14N + 1H → 15O + γ + 7,35 МеВ (25 тис. років[Прим. 1])
- 15O → 15N + e+ + νe + 1,73 МеВ  (82 секунди)
- 15N + 1H → 12C + 4He + 4,96 МеВ (0,93 року[Прим. 1])

Цю гілку іноді називають циклом Бете — Вейцзекера або просто циклом Бете, оскільки її запропонували 1938 року Ганс Бете і (незалежно) Карл Вайцзекер як джерело енергії звичайних зір із температурою в центральній частині близько 20 млн K.
За таких умов найповільнішою є реакція 14N + 1H → 15O + γ. Саме вона визначає інтенсивність енерговиділення та переробки протонів. 
Остання реакція (протона з ядром 15N) зрідка завершується утворенням ядра 16O (приблизно одна реакція радіаційного захоплення протона на тисячу реакцій з утворенням альфа-частинки). Утворення такого ядра призводить до появи другої та третьої гілки. У скороченому вигляді їх можна записати так:

### CNO-II
(14N + 1H	→ 15O + γ)  (15O → 15N + e+ + νe)  (15N + 1H → 16O + γ)  (16O + 1H → 17F + γ)  (17F → 17O + e+ + νe)  (17O + 1H → 14N + 4He)

### CNO-III
(15N + 1H → 16O + γ)  (16O + 1H → 17F + γ)  (17F → 17O + e+ + νe)  (17O + 1H → 18F + γ)  (18F → 18O + e+ + νe)  (18O + 1H → 15N + 4He) 
Швидкість перебігу реакцій другої та третьої гілки приблизно однакова, вона визначається найповільнішою (за температури близько 20 млн К) ланкою: 17O + 1H. 
Ще одна гілка виникає внаслідок розгалуження в останній реакції третьої гілки: замість (18O + 1H → 15N + 4He) зрідка відбувається реакція (18O + 1H → 19F + γ); такий варіант щонайменше на три порядки рідший, ніж основний.

### CNO-IV
У скороченому вигляді гілку записують так:
(16O + 1H → 17F + γ)  (17F → 17O + e+ + νe)  (17O + 1H → 18F + γ)  (18F → 18O + e+ + νe)  (18O + 1H → 19F + γ)  (19F + 1H → 16O + 4He).

## Загальний результат
Кожна з гілок циклу призводить до перетворення чотирьох протонів (1H) на ядро гелію (4He), два позитрони та нейтрино з виділенням 26,73 МеВ (як і у водневому циклі). Утім, частка енергії, яку виносять нейтрино (близько 1,7 МеВ), дещо більша, ніж у реакціях водневого циклу.
Водночас протони беруть участь у реакціях водневого циклу, але швидкість протонних реакцій вуглецево-азотного циклу залежить від температури набагато сильніше, ніж відповідних реакцій водневого циклу. Тому вуглецево-азотний цикл є переважним джерелом енергії для зір, температура в ядрі яких перевищує 15 млн K. Це зорі з масою понад 1,2М☉. 
Хоча друга та третя гілка мають другорядне значення для енерговиділення, однак вони визначають концентрацію ізотопів 17O та 18O, що має суттєве значення для нуклеосинтезу. На пізніших стадіях зоряної еволюції ці ізотопи можуть брати участь у реакціях із виділенням нейтронів.
Четверта гілка попри незначну роль у виділенні енергії (менше мільйонної частки) важлива тим, що пояснює походження 19F. За участю цього ізотопу відбуваються подальші реакції (зокрема, 19F + 1H → 20Ne + γ), але їх імовірність дуже невелика, і нею зазвичай нехтують.
Через деякий час після початку реакцій встановлюється певне співвідношення між концентраціями ізотопів C, N, O, F (воно залежить від температури та густини в надрах зорі), яке надалі залишається практично незмінним. Тому ці ізотопи називають каталізаторами.

## «Гарячий» цикл
Ланцюжок кожної гілки вуглецево-азотного циклу містить дві реакції бета-розпаду, швидкість яких не залежить від зовнішніх умов. У надрах зір головної послідовності ці реакції є найшвидшими й загальна швидкість енерговиділення визначається перебігом реакцій за участю протонів. 
Під час спалахів нових і наднових або на поверхні нейтронних зір реакції вуглецево-азотного циклу відбуваються за температур близько 80 млн K і бета-розпад стає, навпаки, найповільнішою ланкою циклу. Нестійкі ядра не встигають розпадатися й беруть участь у нових ядерних реакціях за участю протонів та альфа-частинок. У цьому випадку кількість гілок циклу значно збільшується й він набуває заплутаного характеру. Такий вуглецево-азотний цикл називають гарячим.
У гарячому CNO-циклі через дуже високу температуру нестабільні нукліди встигають поглинути протон до бета-розпаду.
Гарячі CNO-цикли відіграють важливу роль в астрофізиці, адже саме вони призводять до термоядерного вибуху, що в свою чергу є причиною спалаху нової, і подальшого скидання її оболонки на швидкостях близько 1000 км/с, а також мають місце на поверхні нейтронних зір, і спостерігаються на них як рентгенівський спалах.
Період напіврозпаду {\displaystyle {\ce {^{13}N}}} становить 863 секунди, а {\displaystyle {\ce {^{15}O}}} – 176,3 секунд. Тривалість розпаду {\displaystyle {\ce {^{13}N}}} достатньо повільна, щоб забезпечити розвиток циклу Бете — Вейцзекера. Коли температура та густина зростають, швидкість реакції {\displaystyle {\ce {^{13}N}}}(p, γ){\displaystyle {\ce {^{14}O}}} стає достатньо високою для того, щоб ядро {\displaystyle {\ce {^{13}N}}} встигло захопити протон ще до того, як воно розпадеться, і це призводить до гарячого вуглецево-азотного циклу .

### HCNO-I
Різниця між циклом CNO-I і циклом HCNO-I полягає в тому, що {\displaystyle {\ce {^{13}_{7}N}}} захоплює протон замість розпаду, в результаті чого відбуваються такі реакції:
| {\displaystyle {\ce {^{12}_{6}C}}} | + | {\displaystyle {\ce {^{1}_{1}H}}} | → | {\displaystyle {\ce {^{13}_{7}N}}} | + | γ                                  |   |     | + | 1.95 МеВ |                                     |
| {\displaystyle {\ce {^{13}_{7}N}}} | + | {\displaystyle {\ce {^{1}_{1}H}}} | → | {\displaystyle {\ce {^{14}_{8}O}}} | + | γ                                  |   |     | + | 4.63 МеВ |                                     |
| {\displaystyle {\ce {^{14}_{8}O}}} |   |                                   | → | {\displaystyle {\ce {^{14}_{7}N}}} | + | e+                                 | + | ν e | + | 5.14 МеВ | (період напіврозпаду 70.641 секунд) |
| {\displaystyle {\ce {^{14}_{7}N}}} | + | {\displaystyle {\ce {^{1}_{1}H}}} | → | {\displaystyle {\ce {^{15}_{8}O}}} | + | γ                                  |   |     | + | 7.35 МеВ |                                     |
| {\displaystyle {\ce {^{15}_{8}O}}} |   |                                   | → | {\displaystyle {\ce {^{15}_{7}N}}} | + | e+                                 | + | ν e | + | 2.75 МеВ | (період напіврозпаду 122.24 секунд) |
| {\displaystyle {\ce {^{15}_{7}N}}} | + | {\displaystyle {\ce {^{1}_{1}H}}} | → | {\displaystyle {\ce {^{12}_{6}C}}} | + | {\displaystyle {\ce {^{4}_{2}He}}} |   |     | + | 4.96 МеВ |                                     |

### HCNO-II
Помітна відмінність між циклом CNO-II і циклом HCNO-II полягає в тому, що {\displaystyle {\ce {^{17}_{9}F}}} замість розпаду захоплює протон (з утворенням неону), а далі  утворюється {\displaystyle {\ce {^{18}_{9}F}}}, і в результаті виникає така послідовність:
| {\displaystyle {\ce {^{15}_{7}N}}}   | + | {\displaystyle {\ce {^{1}_{1}H}}} | → | {\displaystyle {\ce {^{16}_{8}O}}}   | + | γ                                  |   |     | + | 12.13 МеВ |                                     |
| {\displaystyle {\ce {^{16}_{8}O}}}   | + | {\displaystyle {\ce {^{1}_{1}H}}} | → | {\displaystyle {\ce {^{17}_{9}F}}}   | + | γ                                  |   |     | + | 0.60 МеВ  |                                     |
| {\displaystyle {\ce {^{17}_{9}F}}}   | + | {\displaystyle {\ce {^{1}_{1}H}}} | → | {\displaystyle {\ce {^{18}_{10}Ne}}} | + | γ                                  |   |     | + | 3.92 МеВ  |                                     |
| {\displaystyle {\ce {^{18}_{10}Ne}}} |   |                                   | → | {\displaystyle {\ce {^{18}_{9}F}}}   | + | e+                                 | + | ν e | + | 4.44 МеВ  | (період напіврозпаду 1.672 секунд)  |
| {\displaystyle {\ce {^{18}_{9}F}}}   | + | {\displaystyle {\ce {^{1}_{1}H}}} | → | {\displaystyle {\ce {^{15}_{9}O}}}   | + | {\displaystyle {\ce {^{4}_{2}He}}} |   |     | + | 2.88 МеВ  |                                     |
| {\displaystyle {\ce {^{15}_{9}O}}}   |   |                                   | → | {\displaystyle {\ce {^{15}_{7}N}}}   | + | e+                                 | + | ν e | + | 2.75 МеВ  | (період напіврозпаду 122.24 секунд) |

### HCNO-III
Цикл є альтернативним варіантом циклу HCNO-III. На відміну від останнього в циклі HCNO-III {\displaystyle {\ce {^{18}_{9}F}}} захоплює протон. Детальні реакції для даного циклу наведені нижче:
| {\displaystyle {\ce {^{18}_{9}F}}}   | + | {\displaystyle {\ce {^{1}_{1}H}}} | → | {\displaystyle {\ce {^{19}_{10}Ne}}} | + | γ                                  |   |     | + | 6.41 МеВ |                                    |
| {\displaystyle {\ce {^{19}_{10}Ne}}} |   |                                   | → | {\displaystyle {\ce {^{19}_{9}Fe}}}  | + | e+                                 | + | ν e | + | 3.32 МеВ | (період напіврозпаду 17.22 секунд) |
| {\displaystyle {\ce {^{19}_{9}Fe}}}  | + | {\displaystyle {\ce {^{1}_{1}H}}} | → | {\displaystyle {\ce {^{16}_{8}O}}}   | + | {\displaystyle {\ce {^{4}_{2}He}}} |   |     | + | 8.11 МеВ |                                    |
| {\displaystyle {\ce {^{16}_{8}O}}}   | + | {\displaystyle {\ce {^{1}_{1}H}}} | → | {\displaystyle {\ce {^{17}_{9}F}}}   | + | γ                                  |   |     | + | 0.60 МеВ |                                    |
| {\displaystyle {\ce {^{17}_{9}F}}}   | + | {\displaystyle {\ce {^{1}_{1}H}}} | → | {\displaystyle {\ce {^{18}_{10}Ne}}} | + | γ                                  |   |     | + | 3.92 МеВ |                                    |
| {\displaystyle {\ce {^{18}_{10}Ne}}} |   |                                   | → | {\displaystyle {\ce {^{18}_{9}F}}}   | + | e+                                 | + | ν e | + | 4.44 МеВ | (період напіврозпаду 1.672 секунд) |